# ナンジートゥッ
ナンジートゥッ(Nan gyi thoke、ビルマ語: နန်းကြီးသုပ်‌)は、太くて断面の丸いライスヌードルとヒヨコマメ粉、スライスオニオン、唐辛子、鶏肉などを和えて作るビルマ料理。トッピングには固ゆで卵やパクチーが定番であり、その上からライムやレモンを絞ることが多い。「ナンジー」は太い麺、「トゥッ」はサラダや和え物を意味する。